# Heuchera alba
Heuchera alba är en stenbräckeväxtart som beskrevs av Per Axel Rydberg. Heuchera alba ingår i släktet alunrötter, och familjen stenbräckeväxter. Inga underarter finns listade i Catalogue of Life.